# Futbol'nyj Klub Lokomotiv Moskva 2021-2022
Questa voce raccoglie le informazioni riguardanti la Lokomotiv Moskva nelle competizioni ufficiali della stagione 2021-2022.

## Stagione
La stagione 2021-2022 vede la 30ª partecipazione alla Prem"jer-liha per la Lokomotiv Mosca, che conferma in panchina il tecnico serbo Marko Nikolić. Per il secondo anno consecutivo il primo incontro ufficiale della Lokomotiv è stata la sfida in Supercoppa di Russia contro lo Zenit San Pietroburgo, persa per 3-0 dalla squadra moscovita. Il 24 luglio la Lokomotiv esordisce in campionato contro l'Arsenal Tula, vincendo in rimonta 3-1 nei minuti finali.
Il 27 agosto a Istanbul ha luogo il sorteggio dei gironi di Europa League che vede impegnato il club nel gruppo E con gli italiani della Lazio, i francesi dell'Olympique Marsiglia e il Galatasaray, vice campione di Turchia. Il 16 settembre la Lokomotiv esordisce in Europa, pareggiando per 1-1 contro il Marsiglia. Il 3 ottobre arriva la prima sconfitta in campionato, in casa per 1-2 ad opera del Rostov ultimo in classifica. In seguito al risultato, il tecnico Nikolić rassegna le proprie dimissioni. Al suo posto viene ingaggiato il tedesco, ex Colonia, Markus Gisdol.
Il 9 dicembre, in seguito alla sconfitta di misura sul campo del Marsiglia, la Lokomotiv Mosca viene estromessa dalle competizioni europee. Il 1º marzo a causa dell'invasione russa dell'Ucraina il tecnico Gisdol si dimette dall'incarico di allenatore. Il 3 marzo la Lokomotiv viene eliminata dalla coppa di Russia, perdendo in casa 4-0 contro l'Enisej, squadra militante in PFN Ligi. Il 4 aprile viene nominato Zaur Chapov, già coach dei portieri, primo allenatore della Lokomotiv. Il 21 maggio si conclude la stagione della Lokomotiv Mosca che si impone per 1-0 sul campo del Kryl'ja Sovetov Samara.

## Maglie e sponsor
Lo sponsor tecnico per la stagione 2021-2022 è Adidas, mentre lo sponsor ufficiale è RŽD.
|  | Casa |  | Trasferta |  | Terza maglia |  |

## Organigramma societario
Dal sito internet ufficiale della società.
Area direttiva
- Presidente: Vasilj Kiknadze
- Direttore esecutivo: Vladimir Koroktov

Area tecnica

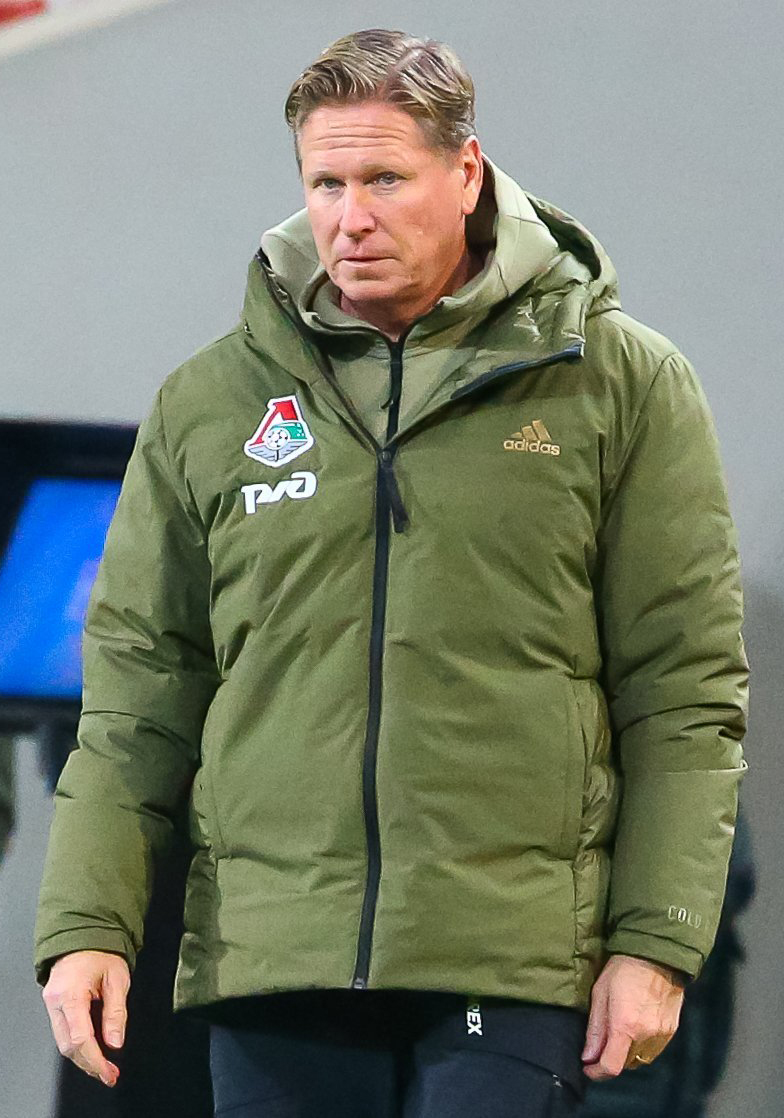
Markus Gisdol, l'allenatore subentrato a stagione in corso e poi dimessosi

- Allenatore: Marko Nikolić;[1] Markus Gisdol;[3] Zaur Chapov[4]
- Allenatore in seconda: Oleg Pašinin;[1] Lutz Siebrecht[3]
- Allenatore dei portieri: Zaur Chapov[23], Saša Mart[24]
- Assistenti: Dmitrij Los'kov, Sargis Hovhannisyan, Radoje Smiljanić, Goran Basarić
- Preparatore atletico: Sergej Alexeev

Area medica
- Fisioterapisti: Ivan Lopez Martinez, Juan Alberto Pinar Sans
- Massaggiatori: Andrej Osmanov, Oleg Novikov
- Medico sportivo: Nikita Karlitskiy
- Riabilitazione: Sergej Sjumakov, Ekaterina Sidelnikova, Sergej Semakin

Area amministrativa
- Team manager: Stanislav Suchina
- Traduttore: Murat Sasiev
- Amministrazione: Anatolij Maškov, Sergej Grišin, Ruslan Elderchanov, Vladimir Konyuchov

Pubbliche relazioni
- Commercializzazione amministratore: Anatolij Maškov
- Membro ufficio stampa: Vladimir Konjuchov

## Rosa

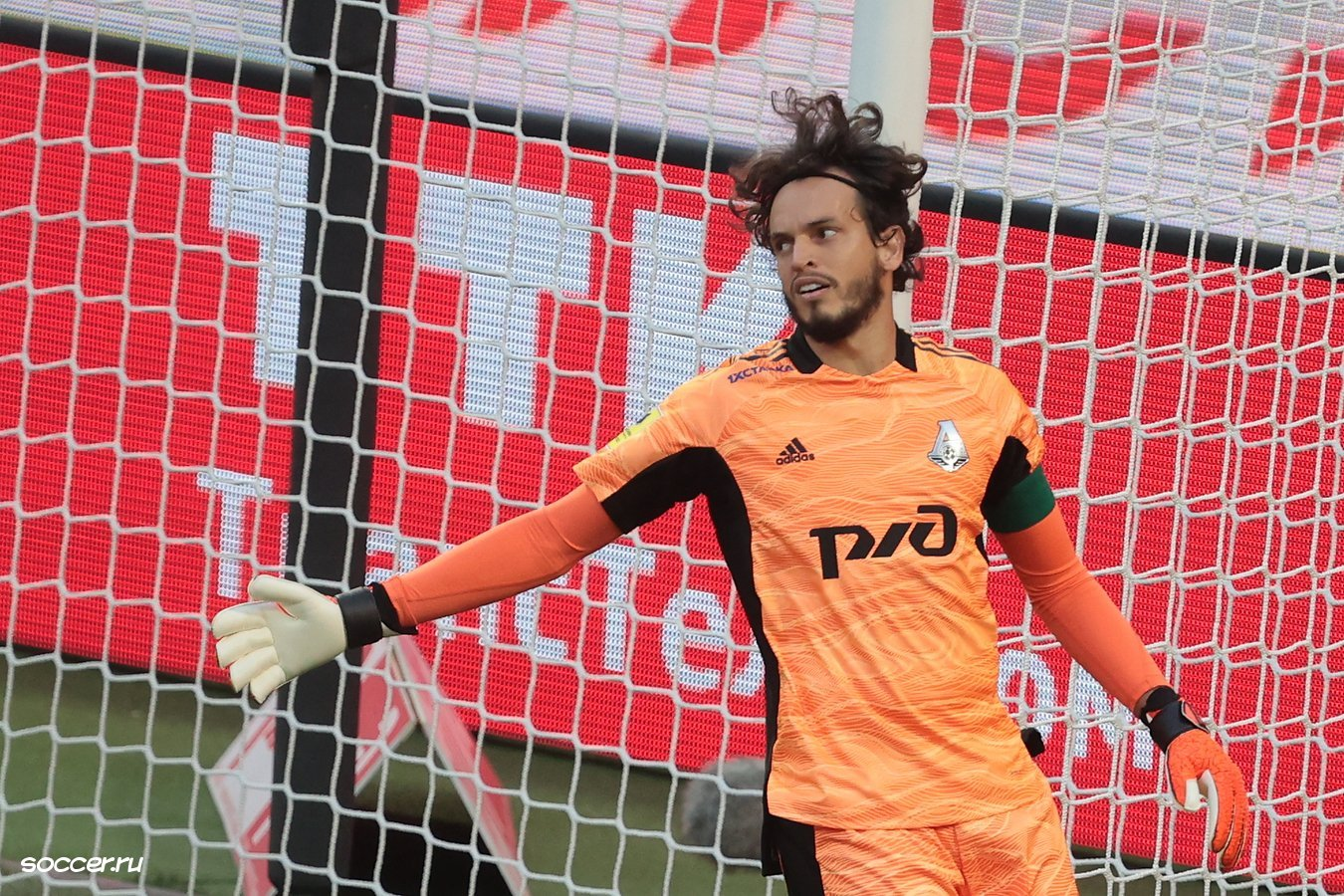
Guilherme, è il capitano della Lokomotiv Mosca

La rosa tratta dal sito ufficiale.
| N. |                        | Ruolo | Calciatore             |
| -- | ---------------------- | ----- | ---------------------- |
| 1  | Russia (bandiera)      | P     | Guilherme (capitano)   |
| 2  | Russia (bandiera)      | D     | Dmitrij Živogljadov    |
| 3  | Brasile (bandiera)     | D     | Pablo                  |
| 4  | Russia (bandiera)      | C     | Stanislav Magkeev      |
| 5  | Russia (bandiera)      | C     | Konstantin Maradišvili |
| 6  | Russia (bandiera)      | C     | Dmitrij Barinov        |
| 7  | Polonia (bandiera)     | C     | Grzegorz Krychowiak    |
| 7  | Paesi Bassi (bandiera) | A     | Gyrano Kerk            |
| 8  | Francia (bandiera)     | C     | Alexis Beka Beka       |
| 9  | Russia (bandiera)      | A     | Fëdor Smolov           |
| 9  | Rep. Ceca (bandiera)   | A     | Jan Kuchta             |
| 10 | Inghilterra (bandiera) | C     | Tino Anjorin           |
| 11 | Russia (bandiera)      | C     | Anton Mirančuk         |
| 16 | Croazia (bandiera)     | D     | Tin Jedvaj             |
| 17 | Russia (bandiera)      | C     | Rifat Žemaletdinov     |
| 18 | Ucraina (bandiera)     | D     | Mark Mampassi          |
| 19 | Francia (bandiera)     | A     | Wilson Isidor          |

| N. |                        | Ruolo | Calciatore         |
| -- | ---------------------- | ----- | ------------------ |
| 20 | Capo Verde (bandiera)  | A     | Zé Luís            |
| 24 | Russia (bandiera)      | D     | Maksim Nenachov    |
| 25 | Guinea (bandiera)      | A     | François Kamano    |
| 27 | Brasile (bandiera)     | D     | Murilo Cerqueira   |
| 28 | Finlandia (bandiera)   | D     | Boris Rotenberg    |
| 31 | Polonia (bandiera)     | D     | Maciej Rybus       |
| 45 | Russia (bandiera)      | D     | Aleksandr Siljanov |
| 53 | Russia (bandiera)      | P     | Daniil Chudjakov   |
| 60 | Russia (bandiera)      | P     | Andrej Savin       |
| 69 | Russia (bandiera)      | C     | Daniil Kulikov     |
| 71 | Russia (bandiera)      | D     | Nair Tiknizjan     |
| 74 | Russia (bandiera)      | D     | Artur Čërnyj       |
| 75 | Russia (bandiera)      | C     | Sergej Babkin      |
| 88 | Bielorussia (bandiera) | A     | Vital' Lisakovič   |
| 90 | Bielorussia (bandiera) | C     | Kiryl Zinovič      |
| 93 | Russia (bandiera)      | C     | Artëm Karpukas     |
| 94 | Russia (bandiera)      | C     | Dmitrij Rybčinskij |

## Calciomercato

### Sessione estiva
| Acquisti         | Acquisti               | Acquisti         | Acquisti                    |
| R.               | Nome                   | da               | Modalità                    |
| ---------------- | ---------------------- | ---------------- | --------------------------- |
| D                | Tin Jedvaj             | Bayer Leverkusen | definitivo (4 milioni €)    |
| D                | Maksim Nenachov        | Achmat Groznyj   | definitivo (2 milioni €)    |
| C                | Tino Anjorin           | Chelsea          | prestito                    |
| C                | Alexis Beka Beka       | Caen             | definitivo (6 milioni €)    |
| C                | Konstantin Maradišvili | CSKA Mosca       | definitivo (7 milioni €)    |
| C                | Nair Tiknizjan         | CSKA Mosca       | definitivo (5 milioni €)    |
| C                | Kiryl Zinovič          | Minsk            | definitivo (0,18 milioni €) |
| A                | Gyrano Kerk            | Utrecht          | definitivo (6 milioni €)    |
| Altre operazioni |                        |                  |                             |
| R.               | Nome                   | da               | Modalità                    |
| D                | Brian Idowu            | Chimki           | fine prestito               |
| D                | Solomon Kvirkvelia     | Rotor            | fine prestito               |
| C                | Andrej Nikitin         | Fakel Voronež    | fine prestito               |
| A                | Luka Đorđević          | Arsenal Tula     | fine prestito               |

| Cessioni         | Cessioni            | Cessioni       | Cessioni                    |
| R.               | Nome                | a              | Modalità                    |
| ---------------- | ------------------- | -------------- | --------------------------- |
| P                | Anton Kočenkov      |                | svincolato                  |
| D                | Vedran Ćorluka      |                | ritirato                    |
| D                | Vladislav Ignat'ev  | Rubin          | gratuito                    |
| D                | Vitalij Ljscov      | Achmat Groznyj | prestito                    |
| D                | Michail Lysov       |                | ritirato                    |
| C                | Grzegorz Krychowiak | Krasnodar      | definitivo (5 milioni €)    |
| C                | Maksim Muchin       | CSKA Mosca     | definitivo (0,17 milioni €) |
| A                | Éder                |                | svincolato                  |
| Altre operazioni |                     |                |                             |
| R.               | Nome                | a              | Modalità                    |
| D                | Brian Idowu         | Chimki         | gratuito                    |
| D                | Solomon Kvirkvelia  |                | svincolato                  |
| C                | Andrej Nikitin      | Fakel Voronež  | prestito                    |
| C                | Nikolaj Titkov      | Orenburg       | prestito                    |
| A                | Luka Đorđević       |                | svincolato                  |

### Sessione invernale
| Acquisti         | Acquisti      | Acquisti     | Acquisti                   |
| R.               | Nome          | da           | Modalità                   |
| ---------------- | ------------- | ------------ | -------------------------- |
| D                | Mark Mampassi | Šachtar      | definitivo (3 milioni €)   |
| A                | Wilson Isidor | Monaco       | definitivo (3,5 milioni €) |
| A                | Jan Kuchta    | Slavia Praga | definitivo (5 milioni €)   |
| Altre operazioni |               |              |                            |
| R.               | Nome          | da           | Modalità                   |

| Cessioni         | Cessioni           | Cessioni     | Cessioni                    |
| R.               | Nome               | a            | Modalità                    |
| ---------------- | ------------------ | ------------ | --------------------------- |
| D                | Murilo Cerqueira   | Palmeiras    | definitivo (2,2 milioni €)  |
| D                | Pablo              | Flamengo     | definitivo (2,8 milioni €)  |
| D                | Aleksandr Siljanov | Rostov       | prestito                    |
| C                | Tino Anjorin       | Chelsea      | fine prestito               |
| A                | Vital' Lisakovič   | Rubin        | definitivo (1,2 milioni €)  |
| A                | Fëdor Smolov       | Dinamo Mosca | definitivo (0,12 milioni €) |
| A                | Zé Luís            |              | svincolato                  |
| Altre operazioni |                    |              |                             |
| R.               | Nome               | a            | Modalità                    |

## Risultati

### Prem'er-Liga

#### Girone di andata
| Arbitro: | Panin (Dmitrov) |

|                                  |           |            |
| Žemaletdinov 80’, 86’ Smolov 88’ | Marcatori | 22’ Tkačëv |

| Arbitro: | Matjunin (Mosca) |

|               |           |                             |
| Bistrović 19’ | Marcatori | 22’ Smolov 60’ Žemaletdinov |

| Arbitro: | Sidenkov (San Pietroburgo) |

|                     |           |               |
| Ivanov 45+8’ (rig.) | Marcatori | 74’ Lisakovič |

| Arbitro: | Karasëv (Mosca) |

|                   |           |                     |
| Smolov 90’ (rig.) | Marcatori | 85’ (rig.) Sutormin |

| Arbitro: | Meškov (Dmitrov) |

|                |           |             |
| Smolov 7’, 33’ | Marcatori | 71’ Córdoba |

| Arbitro: | Levnikov (San Pietroburgo) |

|               |           |            |
| Szymański 41’ | Marcatori | 23’ Smolov |

| Arbitro: | Kazarcev (San Pietroburgo) |

|                 |           |  |
| Kamano 59’, 80’ | Marcatori |  |

| Ekaterinburg 20 settembre 2021, ore 16:30 MSK 8ª giornata | Ural              | 0 – 0 referto | Lokomotiv Mosca | Stadio Centrale (834 spett.)\| Arbitro: \| Suchoj (Ljubercy) \| |
| Arbitro:                                                  | Suchoj (Ljubercy) |               |                 |                                                                 |

| Chimki 25 settembre 2021, ore 14:00 MSK 9ª giornata | Chimki        | 0 – 0 referto | Lokomotiv Mosca | Arena Chimki (1 600 spett.)\| Arbitro: \| Amelin (Tula) \| |
| Arbitro:                                            | Amelin (Tula) |               |                 |                                                            |

| Arbitro: | Kukujan (Soči) |

|                |           |                           |
| Maradišvili 9’ | Marcatori | 31’ (aut.) Kerk 88’ Poloz |

| Arbitro: | Levnikov (San Pietroburgo) |

|                        |           |                               |
| Dreyer 36’ Onugcha 66’ | Marcatori | 68’ Smolov 90+3’ Žemaletdinov |

| Arbitro: | Bezborodov (San Pietroburgo) |

|                                |           |                 |
| Jurganov 41’ (aut.) Jedvaj 49’ | Marcatori | 90+4’ Joãozinho |

| Arbitro: | Suchoj (Ljubercy) |

|                |           |                                           |
| Berkovskij 31’ | Marcatori | 38’ Žemaletdinov 90+4’ (aut.) Miladinović |

| Arbitro: | Sidenkov (San Pietroburgo) |

|             |           |          |
| Umjarov 64’ | Marcatori | 23’ Kerk |

| Arbitro: | Ivanov (Rostov sul Don) |

|               |           |                        |
| Lisakovič 64’ | Marcatori | 36’ Utkin 58’ Poljarus |

#### Girone di ritorno
| Arbitro: | Moskalëv (Voronež) |

|                               |           |             |
| Chlusevič 17’ Markov 40’, 58’ | Marcatori | 90+2’ Pablo |

| Arbitro: | Levnikov (San Pietroburgo) |

|  |           |                        |
|  | Marcatori | 42’ (rig.) Augustyniak |

| Arbitro: | Ljubimov (San Pietroburgo) |

|                          |           |  |
| Maradišvili 71’ Kerk 74’ | Marcatori |  |

| Arbitro: | Čistjakov (Azov) |

|              |           |  |
| Černikov 83’ | Marcatori |  |

| Arbitro: | Ljubimov (San Pietroburgo) |

|                               |           |                   |
| Kerk 8’ Isidor 21’ Kuchta 80’ | Marcatori | 6’, 72’ Lamkel Zé |

| Arbitro: | Ivanov (Rostov sul Don) |

|            |           |                               |
| Isidor 42’ | Marcatori | 39’ Yazıcı 90+1’ M. Fernandes |

| Arbitro: | Kazarcev (San Pietroburgo) |

|                           |           |                                        |
| Trošečkin 20’ Utkin 45+3’ | Marcatori | 10’ Žemaletdinov 54’ Isidor 62’ Kuchta |

| Arbitro: | Karasëv (Mosca) |

|            |           |  |
| Isidor 85’ | Marcatori |  |

| Arbitro: | Bobrovskij (San Pietroburgo) |

|                                                           |           |                   |
| Ščetinin 34’ Osipenko 43’ Poloz 61’ Komličenko 70’ (rig.) | Marcatori | 81’ (rig.) Isidor |

| Arbitro: | Kazarcev (San Pietroburgo) |

|                           |           |                        |
| Margasov 11’ Rodrigão 43’ | Marcatori | 37’ (rig.), 49’ Isidor |

| Arbitro: | Tubin (Dmitrov) |

|                       |           |             |
| Žemaletdinov 37’, 53’ | Marcatori | 78’ Kravcov |

| Arbitro: | Moskalëv (Voronež) |

|                                     |           |         |
| Sergeev 28’ Malcom 42’ Mostovoj 77’ | Marcatori | 4’ Kerk |

| Arbitro: | Levnikov (San Pietroburgo) |

|                     |           |  |
| Mirančuk 87’ (rig.) | Marcatori |  |

| Arbitro: | Ivanov (Rostov sul Don) |

|                                |           |                                           |
| Jedvaj 28’ Kuchta 75’ Kerk 72’ | Marcatori | 10’ Smolov 34’ Zacharjan 38’ (rig.) Fomin |

| Arbitro: | Bezborodov (San Pietroburgo) |

|  |           |                  |
|  | Marcatori | 56’ Žemaletdinov |

### Coppa di Russia
| Arbitro: | Čistjakov (Rostov) |

|  |           |                                                   |
|  | Marcatori | 25’ Kičin 38’ Lomakin 77’ Okladnikov 90+2’ Komkov |

### Europa League

#### Fase a gironi
| Arbitro: | Peljto |

|             |           |                     |
| Anjorin 89’ | Marcatori | 59’ (rig.) C. Ünder |

| Arbitro: | Pawson |

|                      |           |  |
| Bašić 13’ Patric 38’ | Marcatori |  |

| Arbitro: | Lechner |

|  |           |                |
|  | Marcatori | 82’ Aktürkoğlu |

| Arbitro: | Schärer |

|              |           |            |
| Feghouli 43’ | Marcatori | 73’ Kamano |

| Arbitro: | Soares Dias |

|  |           |                                           |
|  | Marcatori | 56’ (rig.), 63’ (rig.) Immobile 87’ Pedro |

| Arbitro: | Collum |

|           |           |  |
| Milik 35’ | Marcatori |  |

### Supercoppa di Russia
| Arbitro: | Kukujan (Soči) |

|                                    |           |  |
| Kuzjaev 27’ Azmoun 57’ Erochin 83’ | Marcatori |  |

## Statistiche

### Statistiche di squadra
| Competizione         | Punti | In casa | In casa | In casa | In casa | In casa | In casa | In trasferta | In trasferta | In trasferta | In trasferta | In trasferta | In trasferta | Totale | Totale | Totale | Totale | Totale | Totale | DR  |
| Competizione         | Punti | G       | V       | N       | P       | Gf      | Gs      | G            | V            | N            | P            | Gf           | Gs           | G      | V      | N      | P      | Gf     | Gs     | DR  |
| -------------------- | ----- | ------- | ------- | ------- | ------- | ------- | ------- | ------------ | ------------ | ------------ | ------------ | ------------ | ------------ | ------ | ------ | ------ | ------ | ------ | ------ | --- |
| Prem'er-Liga         | 48    | 15      | 9       | 2       | 4       | 25      | 17      | 15           | 4            | 7            | 4            | 18           | 22           | 30     | 12     | 9      | 8      | 40     | 37     | +3  |
| Coppa di Russia      | -     | 1       | 0       | 0       | 1       | 0       | 4       | 0            | 0            | 0            | 0            | 0            | 0            | 1      | 0      | 0      | 1      | 0      | 4      | -4  |
| Europa League        | 2     | 3       | 0       | 1       | 2       | 1       | 5       | 3            | 0            | 1            | 2            | 1            | 4            | 6      | 0      | 2      | 4      | 2      | 9      | -7  |
| Supercoppa di Russia | -     | -       | -       | -       | -       | -       | -       | -            | -            | -            | -            | -            | -            | 1      | 0      | 0      | 1      | 0      | 3      | -3  |
| Totale               | -     | 19      | 9       | 3       | 7       | 26      | 26      | 18           | 4            | 8            | 6            | 19           | 26           | 38     | 13     | 11     | 14     | 45     | 55     | -10 |

### Andamento in campionato
| Giornata  | 1 | 2 | 3 | 4 | 5 | 6 | 7 | 8 | 9 | 10 | 11 | 12 | 13 | 14 | 15 | 16 | 17 | 18 | 19 | 20 | 21 | 22 | 23 | 24 | 25 | 26 | 27 | 28 | 29 | 30 |
| --------- | - | - | - | - | - | - | - | - | - | -- | -- | -- | -- | -- | -- | -- | -- | -- | -- | -- | -- | -- | -- | -- | -- | -- | -- | -- | -- | -- |
| Luogo     | C | T | T | C | C | T | C | T | T | C  | T  | C  | T  | T  | C  | T  | C  | C  | T  | C  | C  | T  | C  | T  | T  | C  | T  | C  | C  | T  |
| Risultato | V | V | N | N | V | N | V | N | N | P  | N  | V  | V  | N  | P  | P  | P  | V  | P  | V  | P  | V  | V  | P  | N  | V  | P  | V  | N  | V  |
| Posizione | 3 | 3 | 4 | 4 | 3 | 4 | 3 | 3 | 3 | 4  | 6  | 4  | 2  | 4  | 4  | 4  | 6  | 5  | 7  | 7  | 7  | 6  | 5  | 6  | 6  | 5  | 6  | 6  | 6  | 6  |

Legenda:

Luogo: C = Casa; T = Trasferta. Risultato: V = Vittoria; N = Pareggio; P = Sconfitta.

### Statistiche dei giocatori
In corsivo i calciatori che hanno lasciato la squadra a stagione in corso.
| Giocatore       | Prem'er-Liga | Prem'er-Liga | Prem'er-Liga | Prem'er-Liga | Coppa di Russia | Coppa di Russia | Coppa di Russia | Coppa di Russia | Europa League | Europa League | Europa League | Europa League | Supercoppa di Russia | Supercoppa di Russia | Supercoppa di Russia | Supercoppa di Russia | Totale   | Totale | Totale      | Totale     |
| Giocatore       | Presenze     | Reti         | Ammonizioni  | Espulsioni   | Presenze        | Reti            | Ammonizioni     | Espulsioni      | Presenze      | Reti          | Ammonizioni   | Espulsioni    | Presenze             | Reti                 | Ammonizioni          | Espulsioni           | Presenze | Reti   | Ammonizioni | Espulsioni |
| --------------- | ------------ | ------------ | ------------ | ------------ | --------------- | --------------- | --------------- | --------------- | ------------- | ------------- | ------------- | ------------- | -------------------- | -------------------- | -------------------- | -------------------- | -------- | ------ | ----------- | ---------- |
| T. Anjorin      | 7            | 0            | 1            | 0            | -               | -               | -               | -               | 2             | 1             | 0             | 0             | -                    | -                    | -                    | -                    | 9        | 1      | 1           | 0          |
| S. Babkin       | 15           | 0            | 2            | 0            | 1               | 0               | 1               | 0               | 1             | 0             | 0             | 0             | 1                    | 0                    | 0                    | 0                    | 18       | 0      | 3           | 0          |
| D. Barinov      | 23           | 0            | 14           | 2            | 1               | 0               | 1               | 0               | 5             | 0             | 3             | 0             | 1                    | 0                    | 1                    | 0                    | 30       | 0      | 19          | 2          |
| A. Beka Beka    | 19           | 0            | 5            | 0            | 1               | 0               | 0               | 0               | 6             | 0             | 2             | 0             | -                    | -                    | -                    | -                    | 26       | 0      | 7           | 0          |
| G. Borisenko    | 3            | 0            | 0            | 0            | 0               | 0               | 0               | 0               | 1             | 0             | 0             | 0             | 0                    | 0                    | 0                    | 0                    | 4        | 0      | 0           | 0          |
| A. Čërnyj       | 2            | 0            | 0            | 0            | 1               | 0               | 0               | 0               | 0             | 0             | 0             | 0             | 0                    | 0                    | 0                    | 0                    | 3        | 0      | 0           | 0          |
| D. Chudjakov    | 12           | -17          | 1            | 0            | 1               | -4              | 0               | 0               | 2             | -4            | 0             | 0             | 0                    | -0                   | 0                    | 0                    | 15       | -25    | 1           | 0          |
| Guilherme       | 19           | -21          | 4            | 1            | 0               | -0              | 0               | 0               | 4             | -5            | 0             | 0             | 1                    | -3                   | 0                    | 0                    | 24       | -29    | 4           | 1          |
| W. Isidor       | 11           | 7            | 3            | 0            | 1               | 0               | 0               | 0               | -             | -             | -             | -             | -                    | -                    | -                    | -                    | 12       | 7      | 3           | 0          |
| T. Jedvaj       | 20           | 2            | 9            | 2            | 0               | 0               | 0               | 0               | 5             | 0             | 1             | 0             | -                    | -                    | -                    | -                    | 25       | 2      | 10          | 2          |
| F. Kamano       | 16           | 2            | 4            | 0            | 0               | 0               | 0               | 0               | 3             | 1             | 1             | 0             | 1                    | 0                    | 0                    | 0                    | 20       | 3      | 5           | 0          |
| A. Karpukas     | 6            | 0            | 0            | 0            | 0               | 0               | 0               | 0               | 0             | 0             | 0             | 0             | 0                    | 0                    | 0                    | 0                    | 6        | 0      | 0           | 0          |
| G. Kerk         | 23           | 5            | 3            | 0            | 1               | 0               | 0               | 0               | 5             | 0             | 1             | 0             | -                    | -                    | -                    | -                    | 29       | 5      | 4           | 0          |
| G. Krychowiak   | 1            | 0            | 0            | 0            | -               | -               | -               | -               | -             | -             | -             | -             | 1                    | 0                    | 0                    | 0                    | 2        | 0      | 0           | 0          |
| J. Kuchta       | 10           | 3            | 2            | 1            | 1               | 0               | 0               | 0               | -             | -             | -             | -             | -                    | -                    | -                    | -                    | 11       | 3      | 2           | 1          |
| D. Kulikov      | 17           | 0            | 3            | 0            | 0               | 0               | 0               | 0               | 2             | 0             | 0             | 0             | 1                    | 0                    | 0                    | 0                    | 20       | 0      | 3           | 0          |
| V. Lisakovič    | 15           | 2            | 2            | 0            | -               | -               | -               | -               | 5             | 0             | 0             | 0             | 1                    | 0                    | 0                    | 0                    | 21       | 2      | 2           | 0          |
| S. Magkeev      | 9            | 0            | 1            | 0            | 0               | 0               | 0               | 0               | 1             | 0             | 0             | 0             | 0                    | 0                    | 0                    | 0                    | 10       | 0      | 1           | 0          |
| M. Mampassi     | 11           | 0            | 3            | 0            | 1               | 0               | 0               | 0               | -             | -             | -             | -             | -                    | -                    | -                    | -                    | 12       | 0      | 3           | 0          |
| K. Maradišvili  | 21           | 2            | 5            | 1            | 1               | 0               | 0               | 0               | 6             | 0             | 1             | 0             | -                    | -                    | -                    | -                    | 28       | 2      | 6           | 1          |
| A. Mirančuk     | 9            | 1            | 2            | 0            | 0               | 0               | 0               | 0               | 0             | 0             | 0             | 0             | 1                    | 0                    | 0                    | 0                    | 10       | 1      | 2           | 0          |
| Murilo          | 5            | 0            | 1            | 1            | -               | -               | -               | -               | 3             | 0             | 0             | 0             | 1                    | 0                    | 0                    | 0                    | 9        | 0      | 1           | 1          |
| M. Nenachov     | 13           | 0            | 2            | 0            | 1               | 0               | 1               | 0               | 3             | 0             | 2             | 0             | 0                    | 0                    | 0                    | 0                    | 17       | 0      | 5           | 0          |
| Pablo           | 13           | 1            | 4            | 0            | -               | -               | -               | -               | 3             | 0             | 0             | 0             | 1                    | 0                    | 0                    | 0                    | 17       | 1      | 4           | 0          |
| M. Petrov       | 14           | 0            | 1            | 0            | 1               | 0               | 0               | 0               | 2             | 0             | 0             | 0             | -                    | -                    | -                    | -                    | 17       | 0      | 1           | 0          |
| B. Rotenberg    | 0            | 0            | 0            | 0            | 0               | 0               | 0               | 0               | 0             | 0             | 0             | 0             | 0                    | 0                    | 0                    | 0                    | 0        | 0      | 0           | 0          |
| D. Rybčinskij   | 21           | 0            | 0            | 0            | 1               | 0               | 0               | 0               | 4             | 0             | 1             | 0             | 1                    | 0                    | 0                    | 0                    | 27       | 0      | 1           | 0          |
| M. Rybus        | 21           | 0            | 8            | 0            | 0               | 0               | 0               | 0               | 4             | 0             | 1             | 0             | 1                    | 0                    | 0                    | 0                    | 26       | 0      | 9           | 0          |
| A. Savin        | 0            | -0           | 0            | 0            | 0               | -0              | 0               | 0               | 0             | -0            | 0             | 0             | 0                    | -0                   | 0                    | 0                    | 0        | -0     | 0           | 0          |
| A. Siljanov     | 8            | 0            | 0            | 0            | -               | -               | -               | -               | 2             | 0             | 1             | 0             | 1                    | 0                    | 0                    | 0                    | 11       | 0      | 1           | 0          |
| F. Smolov       | 15           | 7            | 0            | 0            | -               | -               | -               | -               | 6             | 0             | 1             | 0             | 1                    | 0                    | 0                    | 0                    | 22       | 7      | 1           | 0          |
| N. Tiknizjan    | 18           | 0            | 2            | 1            | 1               | 0               | 2               | 1               | 3             | 0             | 3             | 1             | -                    | -                    | -                    | -                    | 22       | 0      | 7           | 3          |
| Zé Luís         | 3            | 0            | 2            | 0            | -               | -               | -               | -               | 0             | 0             | 0             | 0             | 0                    | 0                    | 0                    | 0                    | 3        | 0      | 2           | 0          |
| R. Žemaletdinov | 24           | 9            | 6            | 0            | 1               | 0               | 0               | 0               | 4             | 0             | 0             | 0             | 1                    | 0                    | 0                    | 0                    | 30       | 9      | 6           | 0          |
| K. Zinovič      | 3            | 0            | 0            | 0            | 1               | 0               | 0               | 0               | 1             | 0             | 0             | 0             | 0                    | 0                    | 0                    | 0                    | 5        | 0      | 0           | 0          |
| D. Živogljadov  | 21           | 0            | 5            | 0            | 0               | 0               | 0               | 0               | 3             | 0             | 1             | 0             | 1                    | 0                    | 0                    | 0                    | 25       | 0      | 6           | 0          |